# Carola Hansson
Carola Hansson-Boëthius (Estocolmo, 7 de septiembre de 1942) es una novelista, dramaturga y traductora sueca.

## Biografía
Hansson nació en Estocolmo en el año 1942 y estudió ruso e historia del arte y la literatura en la Universidad de Upsala. Junto con Karin Lindén, escribió su primera obra en 1980, Samtal med kvinnor i Moskva, ("Mujeres moscovitas: trece entrevistas"), publicado en inglés en 1983 bajo el título Moscow Women: Thirteen Interviews. Su primera novela, Det drömda barnet ("El niño soñado"), publicada en 1983, presenta los sentimientos de miedo y anhelo que ella misma experimentó en su infancia y los cuales caracterizarían sus trabajos posteriores, especialmente Pojken från Jerusalem ("El chico de Jerusalén"), de 1986; De två trädgårdarna ("Los dos jardines"), de 1989 y Resan till det blå huset ("El viaje a la casa azul"), de 1991. Se hizo famosa en 1994 con Andrej, una novela sobre la familia Tolstói, que tuvo una buena acogida por los críticos. Med ett namn som mitt ("Con un nombre como el mío"), uno de sus trabajos más recientes, de 2009, fue el resultado de un encuentro entre la autora y una persona que asegura haber conocido al hijo de León Tolstói, Ilya Tolstói, y supone la continuación de Andrej.

## Premios
Hansson ha recibido varios premios, entre los que se incluyen el Swedish Radio Novel Prize (1995) y el Premio Dobloug (2006).